# العلاقات البوسنية الإسبانية
العلاقات البوسنية الإسبانية هي العلاقات الثنائية التي تجمع بين البوسنة والهرسك وإسبانيا.

## مقارنة بين البلدين
هذه مقارنة عامة ومرجعية للدولتين:
| وجه المقارنة                                              | البوسنة والهرسك                                             | إسبانيا                                                                             |
| --------------------------------------------------------- | ----------------------------------------------------------- | ----------------------------------------------------------------------------------- |
| المساحة (كم2)                                             | 51.20 ألف                                                   | 505.99 ألف                                                                          |
| عدد السكان (نسمة)                                         | 3.51 مليون                                                  | 46.73 مليون                                                                         |
| الكثافة السكانية (ن./كم²)                                 | 68.55                                                       | 92.35                                                                               |
| العاصمة                                                   | سراييفو                                                     | مدريد                                                                               |
| اللغة الرسمية                                             | اللغة البوسنوية، اللغة الكرواتية، اللغة الصربية             | اللغة الإسبانية، اللغة الغاليسية، لغة بشكنشية، اللغة الكتالونية، اللغة الأوكسيتانية |
| العملة                                                    | مارك بوسني                                                  | يورو، بيزيتا إسبانية                                                                |
| الناتج المحلي الإجمالي (بليون دولار)                      | 18.17 مليار                                                 | 1.31 تريليون                                                                        |
| الناتج المحلي الإجمالي (تعادل القوة الشرائية) بليون دولار | 41.35 مليار                                                 | 1.77 تريليون                                                                        |
| الناتج المحلي الإجمالي الاسمي للفرد دولار أمريكي          | 4.25 ألف                                                    | 28.16 ألف                                                                           |
| الناتج المحلي الإجمالي للفرد دولار أمريكي                 | 10.43 ألف                                                   | 38.00 ألف                                                                           |
| مؤشر التنمية البشرية                                      | 0.733                                                       | 0.876                                                                               |
| رمز المكالمات الدولي                                      | +387                                                        | +34                                                                                 |
| رمز الإنترنت                                              | .ba                                                         | .es                                                                                 |
| المنطقة الزمنية                                           | توقيت وسط أوروبا، ت ع م+01:00، ت ع م+02:00، أوروبا/سراييفو ‏ | ت ع م+01:00، ت ع م+02:00                                                            |

## مدن متوأمة
في ما يلي قائمة باتفاقيات التوأمة بين مدن بوسنية وإسبانية:
- ترتبط توزلا مع لوسبيتاليت دي يوبريغات باتفاقية توأمة.
- ترتبط سراييفو مع برشلونة باتفاقية توأمة منذ 1972.
- ترتبط Hadžići [الإنجليزية]‏ مع ريوس باتفاقية توأمة.

## منظمات دولية مشتركة
يشترك البلدان في عضوية مجموعة من المنظمات الدولية، منها:
| علم المنظمة | اسم المنظمة                               | تاريخ انضمام البوسنة والهرسك | تاريخ انضمام إسبانيا |
| ----------- | ----------------------------------------- | ---------------------------- | -------------------- |
|             | مؤسسة التنمية الدولية                     | 25 فبراير 1993               | 18 أكتوبر 1960       |
|             | يونسكو                                    | 2 يونيو 1993                 | 30 يناير 1953        |
|             | وكالة ضمان الاستثمار متعدد الأطراف        | 19 مارس 1993                 | 29 أبريل 1988        |
|             | مجلس أوروبا                               | 24 أبريل 2002                | ?                    |
|             | الأمم المتحدة                             | 22 مايو 1992                 | 14 ديسمبر 1955       |
|             | الاتحاد البريدي العالمي                   | ?                            | ?                    |
|             | البنك الدولي للإنشاء والتعمير             | 25 فبراير 1993               | 15 سبتمبر 1958       |
|             | اتفاقية السماوات المفتوحة                 | ?                            | ?                    |
|             | الاتحاد الدولي للاتصالات                  | 20 أكتوبر 1992               | 1866                 |
|             | منظمة حظر الأسلحة الكيميائية              | ?                            | ?                    |
|             | مؤسسة التمويل الدولية                     | 25 فبراير 1993               | 24 مارس 1960         |
|             | المنظمة الأوروبية لسلامة الملاحة الجوية   | 2004                         | 1997                 |
|             | المركز الدولي لتسوية المنازعات الاستشارية | 13 يونيو 1997                | 17 سبتمبر 1994       |
|             | منظمة الشرطة الجنائية الدولية             | ?                            | ?                    |
|             | منظمة الأمن والتعاون في أوروبا            | 30 أبريل 1992                | 25 يونيو 1973        |

## أعلام
هذه قائمة لبعض الشخصيات التي تربطها علاقات بالبلدين:
- إلفير كولجيتش (لاعب كرة قدم بوسني، 8 يوليو 1995[23] – )
- كينان كودرو (لاعب كرة قدم إسباني، 19 أغسطس 1993[24] – )
- نيناد ماركوفيتش (لاعب كرة سلة إسباني، 6 يونيو 1968 – )

## وصلات خارجية
- موقع وزارة الخارجية البوسنية
- موقع وزارة الخارجية الإسبانية